# Pertti Kurikan Nimipäivät
Pertti Kurikan Nimipäivät (cunoscută, de asemenea, sub numele PKN) este o trupă de punk finlandeză, formată în 2009, în timpul atelierelor de caritate pentru adulți cu dizabilități intelectuale. În 2012, muzicienii au fost eroii documentarului finlandez cu denumirea The Punk Syndrome („Sindromul Punk”), care are ca obiectiv principal viața a patru membri ai formației, pacienți cu autism și sindrom Down. În 2015, trupa s-a calificat în finală și apoi a câștigat Uuden Musiikin Kilpailu, un concurs pentru muzică organizat de către televiziunea națională finlandeză Yle, și a reprezentat Finlanda la Concursul Muzical Eurovision 2015.

## Istorie

### Formarea (2009-2013)
Pertti Kurikan Nimipäivät a fost formată în 2009, într-un atelier de caritate pentru adulții cu dizabilități de dezvoltare și în 2012, au fost subiectul principal al filmului documentar finlandez „Sindromul Punk”. Documentarul arată cum persoanele cu handicap trăiesc și se exprimă, îndulcind amărăciunea vieții lor de zi cu zi prin muzică.

### 2014: Concert de caritate cu Mr. Lordi
În 2014, trupa a cântat într-un concert de caritate cu Mr. Lordi din trupa de rock finlandeză, Lordi. Concertul de caritate a avut loc la Rovaniemi la 23 mai 2014 și a fost făcut în folosul comunității cu dizabilități mintale din Mozambic și a Asociației „Metkat Laponia”.

### 2015: Concursul Muzical Eurovision 2015
Trupa a intrat în Uuden Musiikin Kilpailu, selecția națională din Finlanda pentru Concursul Muzical Eurovision 2015 cu piesa „Aina mun pitää” (în română: „Mereu trebuie să”). Trupa a intrat în concurs în scopul de a crește gradul de conștientizare pentru persoanele cu sindromul Down. Pe 7 februarie 2015 trupa a fost una dintre cele trei calificate în prima semifinală, cu șanse mari de a avansa în finală. În finală a câștigat și va reprezenta Finlanda la Concursul Muzical Eurovision 2015 în Viena, Austria.

## Discografie
Compilations
- 2012 Kuus kuppia kahvia ja yks kokis, CD (Airiston Punk-levyt)
- 2012 Sikakovapaketti, Box set (not on label)
- 2013 Coffee Not Tea, MC (Constant Flux)
- 2015 The Best of Greatest Hits

Singles and EPs
- 2010 Ei yhteiskunta yhtä miestä kaipaa, split w/ Kakka-hätä 77, 7" (Airiston Punk-levyt/Red Lounge Records)
- 2011 Osaa eläimetkin pieree, 7" (Mauski Records/Punk & Pillu)
- 2011 Päättäjä on pettäjä, MC (Hikinauhat Records)
- 2012 Asuntolaelämää, 7" (Airiston Punk-levyt)
- 2013 Jarmo, 7" (Airiston Punk-levyt/Punk & Pillu), 2014 UK issue (JT Classics)
- 2014 Mongoloidi, MC (Hikinauhat Records)
- 2014 Me ollaan runkkareita, split w/ Hard Skin, 7" (JT Classics)
- 2015 Aina mun pitää, Digital download/7" (Sony Music)
- 2015 Mies haisee, split w/ Karanteeni, 7" (Mauski Records/Punk & Pillu)

## Legături externe
- Pertti Kurikan Nimipäivät Uuden Musikiin Kilpailu 2015 page
- en English article about the band in Finnish Broadcast Company's news page
- en Pertti Kurikan Nimipäivät Discography Discogs